# Monchy & Alexandra
Ramón Rijo (Monchy) (1977, La Romana) y Alexandra Cabrera de la Cruz (Alexandra) (1978, Santo Domingo), conocidos como Monchy y Alexandra fueron un dúo dominicano de música bachata. Editaron su primer álbum en 1999 y se hicieron conocer, nacional e internacionalmente, con la canción Hoja en Blanco, y en el 2002 con la canción Dos locos. En el 2006, Alexandra fue invitada a participar, junto a Vladimir Dotel de Los Ilegales, en el tema Yo no soy la otra.
El dúo se separó en 2008 para dedicarse a sus proyectos personales.
En 2019, el dúo fue invitado por Romeo Santos, reuniéndose una vez más para grabar el tema Años Luz, para la producción discográfica de Santos titulada Utopía, donde Romeo también participa con diferentes exponentes de la bachata tradicional dominicana.

## Discografía

### Álbumes
- Hoja en blanco (1998)[8]
- Unplugged (2000)
- Hoja en blanco (reedición) (2001)
- Confesiones... (2002)
- The Mix (2003)
- Hasta el fin (2004)
- Perdidos (CD+DVD) (2005)
- En Vivo desde Bellas Artes (2008)

### Compilaciones
- Éxitos & Más (DualDisc) (2006)[8]

Lista De Canciones
- «No es una novela»
- «Perdidos»
- «Corazón prendido»
- «Dos locos»
- «Te regalo»
- «Hasta el fin»
- «Hoja en blanco»
- «Te quiero igual que ayer»
- «Pasión»
- «Tu sin mi y yo sin ti»
- «No ha sido fácil»
- «Cuando no se puede olvidar»
- «En un dos por tres»
- «Ven, dime como hago»
- «De olvidarla me olvidé»

### Colaboraciones
- «Dame una noche, mujer» con Don Miguelo
- «La otra» con Ilegales
- «He venido a pedirte perdón» con Álvaro Torres
- «Años luz» con Romeo Santos